# Henry Pember Smith
Pour les articles homonymes, voir Smith et Henry Smith.
Henry Pember Smith, né le 20 février 1854 à Waterford dans l'état du Connecticut et décédé le 16 octobre 1907 à Asbury (en) dans l'état du New Jersey, est un peintre américain, spécialisé dans la peinture de paysage. Il est connu pour ses peintures représentant les paysages des villes de Lyme et d'East Lyme dans le Connecticut, ainsi que pour ses peintures de l'océan et des côtes maritimes des régions du New Jersey, de Rhode Island, du Massachusetts et du Maine.

## Biographie
Henry Pember Smith naît à Waterford dans l'état du Connecticut en 1854.
En 1877, il réside à New York. Membre de l'American Watercolor Society et de la Artists' Fund Society (en), il expose ses oeuvres lors d'expositions organisés par l'académie américaine des beaux-arts, le Boston Art Club (en), la Pennsylvania Academy of the Fine Arts ou l'Art Institute of Chicago. Durant les années 1880, il séjourne à Paris, en Bretagne et en Normandie, à Venise et dans la région des Cornouailles en Angleterre.
Au début des années 1900, il se retire à Asbury (en) dans l'état du New Jersey, ou il décède en 1907.
Ces œuvres sont notamment visibles ou conservées au Metropolitan Museum of Art, au musée d'Art d'Indianapolis, au Clark Art Institute de Williamstown, au Chazen Museum of Art de Madison, au North Carolina Museum of Art de Raleigh et au Brooklyn Museum.

## Œuvres

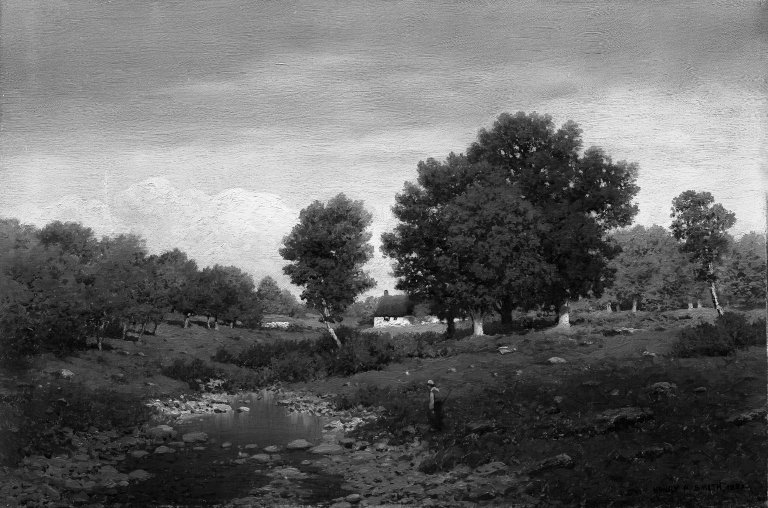
Landscape, 1882, Brooklyn Museum
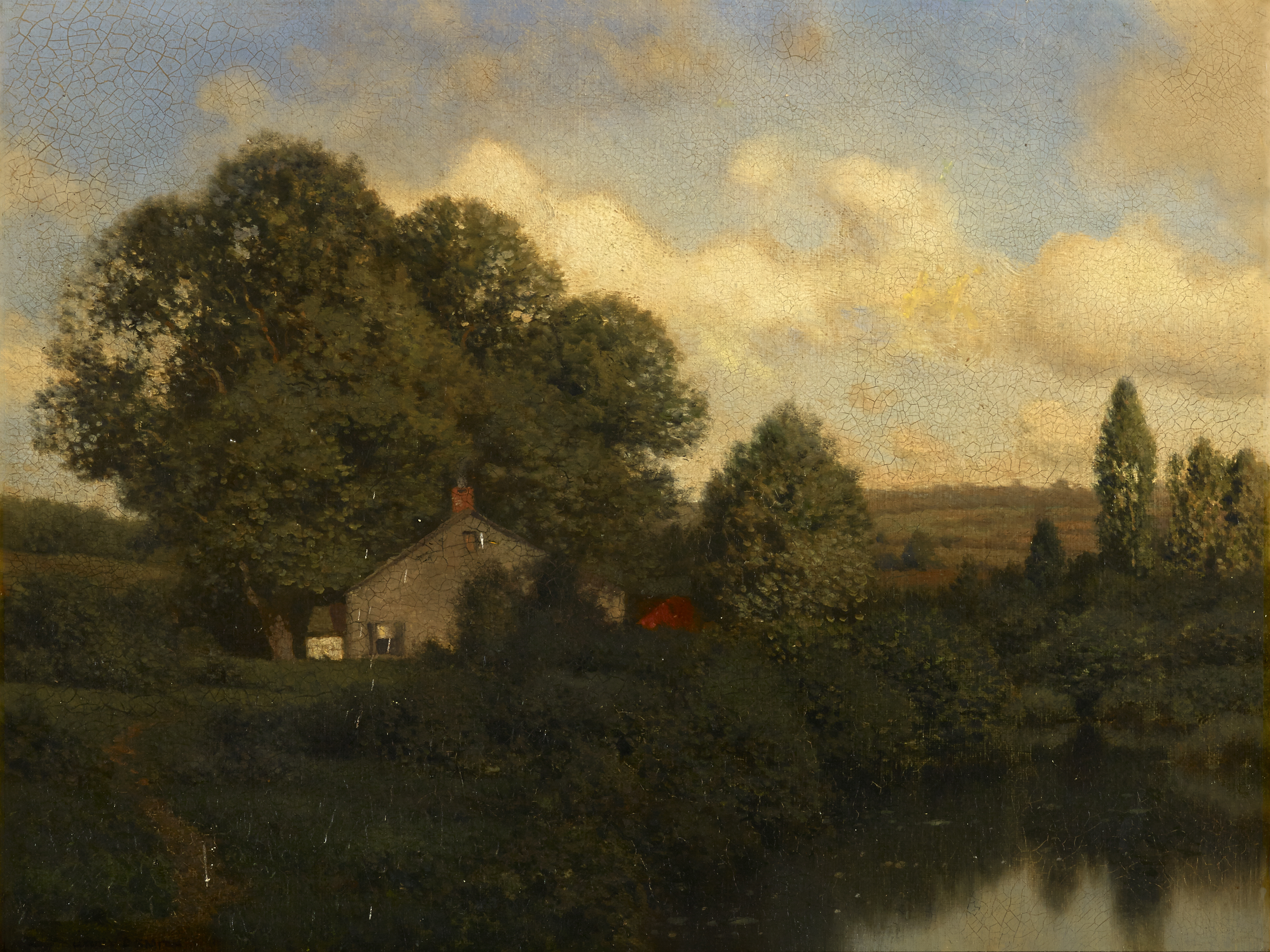
Afternoon in Monmouth County, N.J., sans date, musée d'Art d'Indianapolis
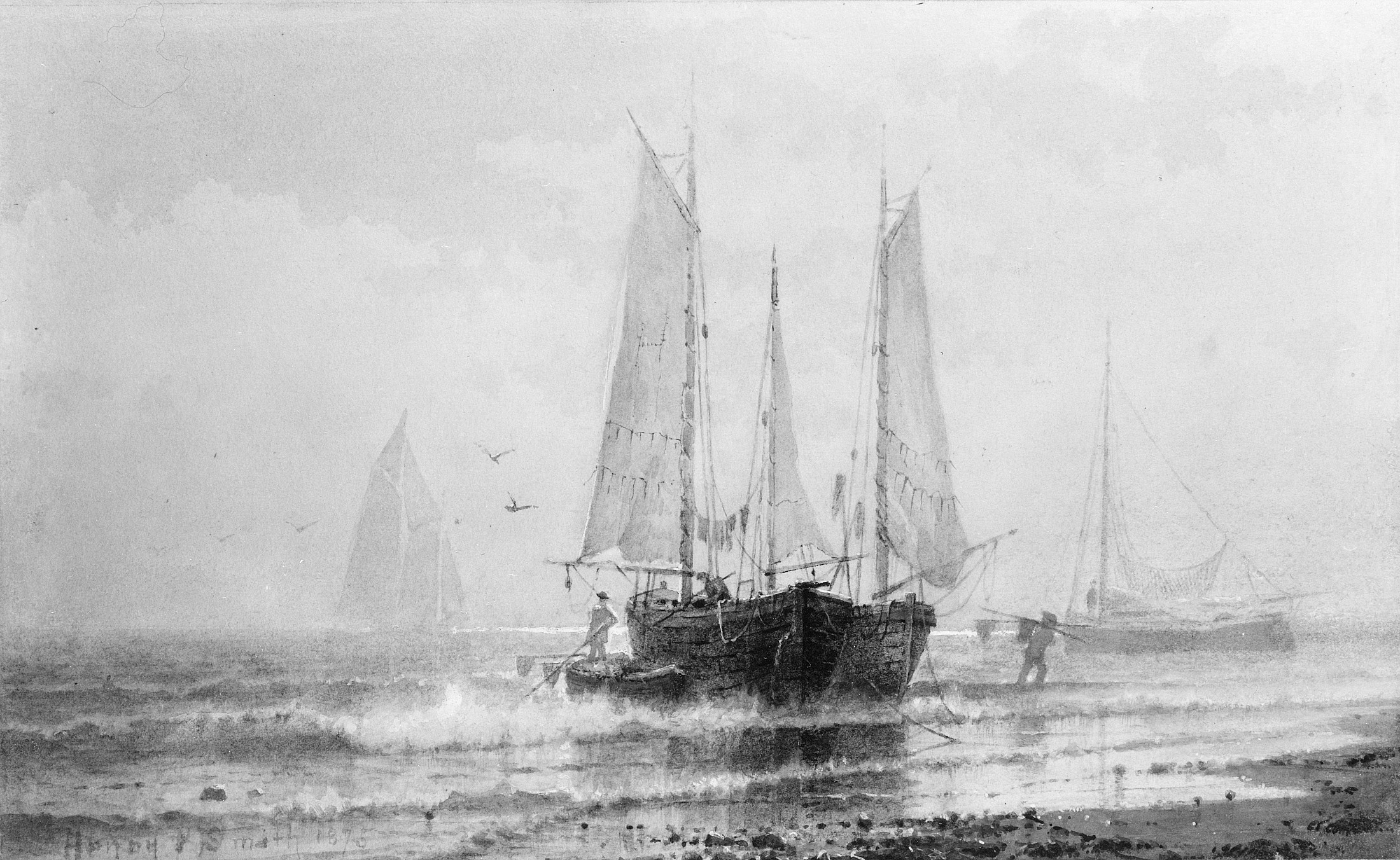
Seascape—Fishing Boats by the Shore, 1875, Metropolitan Museum of Art
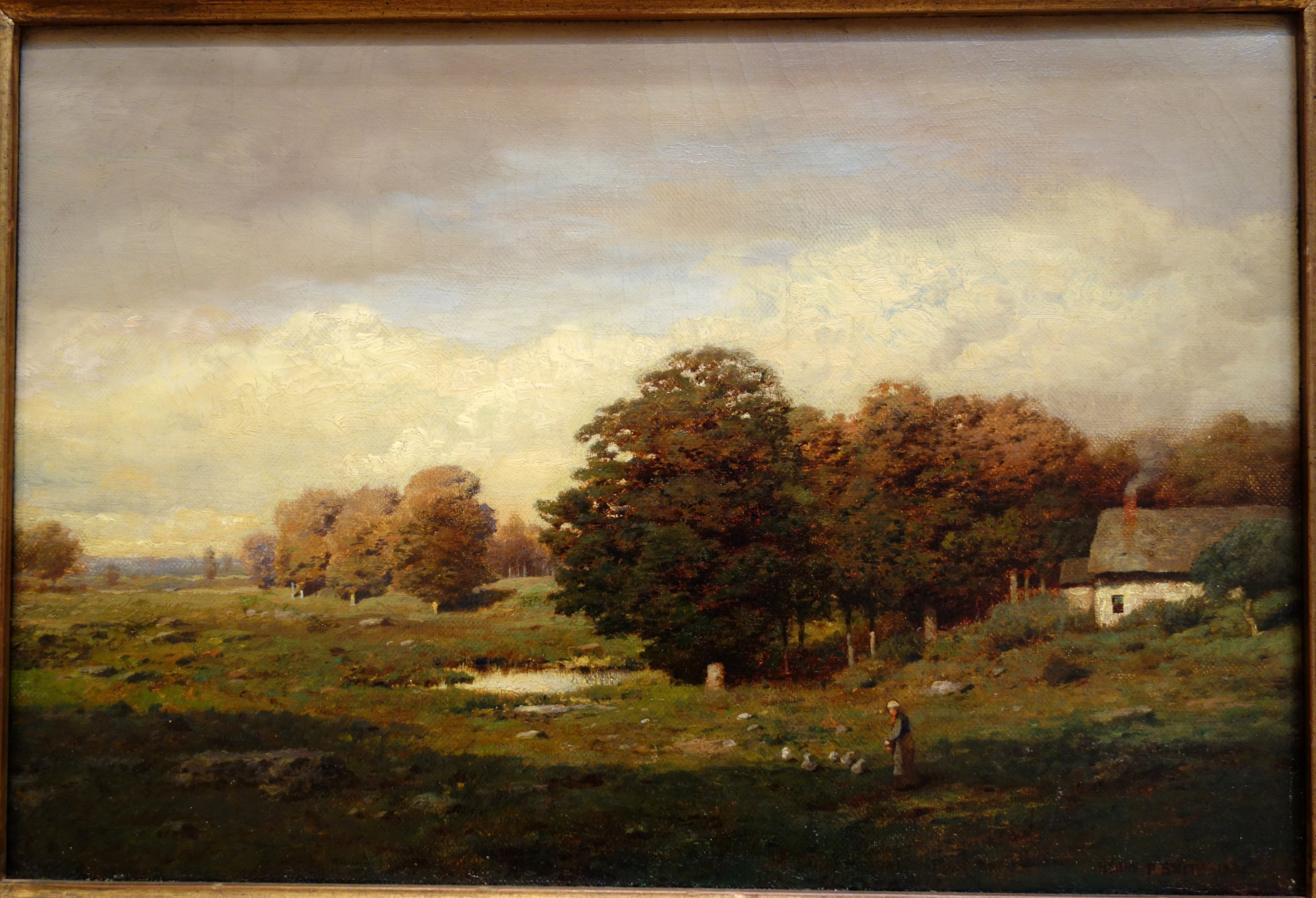
Landscape, sans date, Chazen Museum of Art
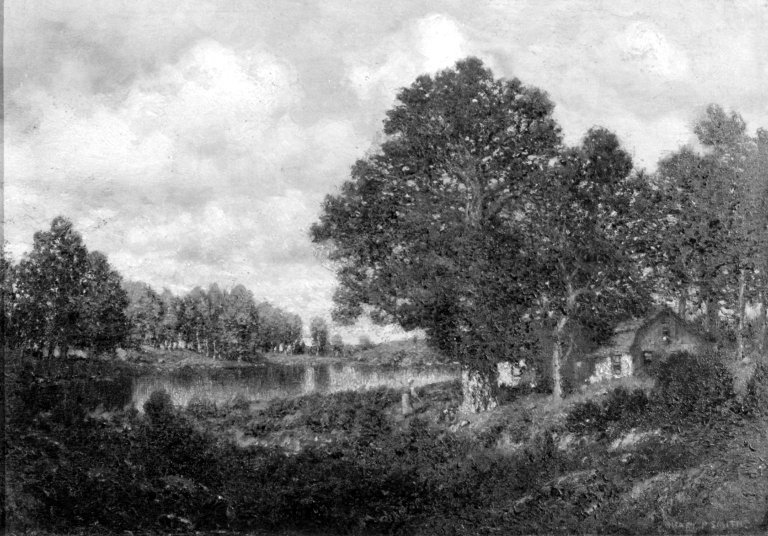
Old Homestead, 1877, Brooklyn Museum